# V.C. Eendracht Deftinge
V.C. Eendracht Deftinge is een Belgische voetbalclub uit Lierde. De club is aangesloten bij de KBVB met stamnummer 6726 en heeft groen en donkergroen als kleuren.

## Geschiedenis
De club werd opgericht in 1964.
Ex-voetballer Ronny Martens speelde hier van 1970 tot 1977 tot zijn transfer naar RSC Anderlecht.
In 2010 Fuseerde FC Eendracht Schendelbeke met de club.
in seizoen 2011-2012 promoveerde de eerste ploeg naar 3de Prov. Oost-Vlaanderen waar ze nu nog spelen (2022)